# Pollard-Gletscher
Der Pollard-Gletscher ist ein Gletscher an der Graham-Küste des Grahamlands auf der Antarktischen Halbinsel. Er fließt östlich des Bradford-Gletschers in die Südflanke des Comrie-Gletschers.
Der Falkland Islands Dependencies Survey kartierte ihn anhand von Luftaufnahmen der Hunting Aerosurveys Ltd. aus den Jahren von 1956 bis 1957. Das UK Antarctic Place-Names Committee benannte ihn 1959 nach dem britischen Bibliothekar Alan Faraday Campbell Pollard (1877–1948), Gründer und erster Präsident der British Society for International Bibliography und Pionier bei der Einführung der Universellen Dezimalklassifikation in das britische Bibliothekswesen.